# 日本自閉症協会
一般社団法人日本自閉症協会（にほんじへいしょうきょうかい、英：Autism Society Japan、略称：ASJ）は、自閉症児・者に対する支援を行うとともに、自閉症に関する社会一般への啓発を図り、もって自閉症児・者の福祉の増進に寄与することを目的とした法人。自閉症に関する研究や調査、広報活動などを行なっている。

## 概要
前身は、1968年（昭和43年）に自閉症児を持つ親たちが全国組織として発足させた「自閉症児者親の会全国協議会」である。1989年（平成元年）に専門家も参加し、社団法人の認可を受け、「日本自閉症協会」となった。主な活動は自閉症の研究・調査のほか、機関紙『いとしご』の発行や全国各地でのセミナー、療育キャンプなども行なっている。現在、全国47都道府県と、3政令指定都市（川崎、横浜、神戸）にある各自閉症協会50団体により組織され、それぞれその地域で活動を行っている。
- 所在:東京都中央区明石町6-22 築地ニッコンビル6F
- 会長:市川宏伸

## 「ゲーム脳＝自閉症説」への批判
2005年に行なわれた、日本大学文理学部教授森昭雄のゲーム脳に関する講演にて、森は「テレビゲームが原因で自閉症になる」「最近、自閉症の発症率が100人に1人と増えているのは、ゲームのせい。先天的な自閉症の数は変わらないので、増えた分はゲーム脳による後天的自閉症だ」と発言したとされる伝聞が広まった。これは、この講演に参加した自閉症の息子を持つ主婦が「ゲームで自閉症になると聞いた」という内容を含む詳細なレポートを自らのウェブサイトに残したことから大きく広まったものである。
これを受けて日本自閉症協会は、「自閉症にしっかり関わっている関係者なら、信憑性があると受け止める者はいない」と森を批判した。しかし、2006年3月9日の森の講演で、森は「そのような発言はしていない」と否定しており、それを受けて協会は森に対して謝罪している（詳しくは外部リンクを参照）。